# Comerç de relíquies
El comerç de reliquíes o restes, suposades autèntiques dels sants va ésser una pràctica de l'església Catòlica Romana que es va desenvolupar des del segle iv. Durant més de deu segles, va formar un recurs econòmic important de la institució. Al segle xvi, el protestantisme va començar a criticar aquesta pràctica. El dret canònic es va reformar i l'Església catòlica va prohibir la venda de relíquies.

## Del principi fins al segle IV
Durant tot el període en què l'església va ser considerada com a religió il·licita (principis del segle IV) la relíquia va ser considerada tan sols com un record (llatí: memoria passionis) de la mort d'un màrtir. En l'època de Constantí, aquest concepte va anar evolucionant fins al punt que el posseïdor la considerava com un autèntic talismà que atreia gràcia divina i allunyava les fatalitats (malgrat que sant Agustí, ja en els seus sermons, hagués afirmat que si els cossos dels sants tenen capacitat d'obra prodigis és perquè el seu poder deriva de la voluntat divina).

## Comercialització i les primeres lleis
Tanmateix s'originà un comerç tal que l'emperador de torn Constanci II va legislar en sentit restrictiu en prohibir la violació de sepultures. Malgrat tot, sembla que Julià l'Apòstata el 363, ho refermà amb una constitutio. Sembla, però, que el veritable motiu de la constitutio no fou el gran comerç de relíquies que existia sinó el fet que als pagans els repugnava la pràctica i costums dels cristians, tan contrària a l'ancestral tradició romana (sembla que en època immediatament posterior, els bisbes es feien passejar en la sella gestatòria amb les relíquies penjant del coll).
Els inicis seriosos de l'activitat legislativa restrictiva, però, no els veiem fins a Teodosi, el qual prohibeix tant la violació de les tombes, com el transport dels cossos d'un lloc a un altre i el comerç de relíquies. Cal que els màrtirs siguin venerats en el lloc on foren enterrats i es dona permís per tal que s'hi erigeixin monuments (martyria).
El fet de poder-se construir martyria evidencià l'autèntic benefici per a l'economia d'una ciutat que posseís una d'aquestes construccions les quals, normalment, eren sufragades per privats amb poder econòmic.

## La multiplicació
Ja al segle v es va veure que les relíquies es multipliquen d'una manera tan forassenyada que no hi es troba cap església que no es consagri amb la seva corresponent relíquia. Aquest fet, doncs, desembocà en múltiples troballes de cossos martirials.
Els monestirs es varen convertir en vertaders i quasi exclusius centres de veneració de relíquies cosa que desenvolupà un creixent negoci que beneficiava els santuaris amb cossos sencers de sants importants.

## Ingressos econòmics de les esglésies
Cal distingir, aleshores, els tipus d'ingressos econòmics dels quals gaudiran les esglésies: els regulars (instituïts per l'església i que constituïen per se una font inesgotable i periòdica de recursos) i els irregulars (les entrades no constants de diner i l'ampli repertori d'enginyosos mètodes ideats pels clergues per tal d'incitar la generositat dels fidels els quals es fonamentaven en la possibilitat del càstig diví).

### Regulars
- Pelegrinatge a la tomba de sants famosos: llocs com Roma, Ravenna, Tours, Vzali o Mèrida eren visitats constantment per fidels, ja que s'hi localitzaven esglésies i monestirs on reposaven els cossos d'alguns sants més importants. Allotjament, alimentació, vestits, records, etc. Eren els pilars dels ingressos i dels que en sortien beneficiats no tan sols els clergues sinó també la gent del poble que posseïa negocis. És més, al segle viii, ciutats que ja eren centres de pelegrinatge, rebran privilegis especials per aquest fet. L'única crítica fou la de sant Agustí.
- Commemoracions anuals del màrtir: El natalis martyrum (dia de la mort del màrtir), les comunitats celebraven les seves commemoracions tot oferint oblacions i sacrificis. Després d'haver-se aconseguit el reconeixement oficial de l'església i d'haver-se produït la transmutació al concepte de relíquia, aquestes festivitats serien el moment escollit pels fidels per a fer donatius importantíssims. L'església dels segles IV-V es va presentar essencialment com la ecclesia martyrum (església dels màrtirs) davant els seus fidels.
- Els testaments: Constantí, l'any 321, va publicar la llei que permetia que l'església es pogués instituir com a hereva dels testaments. Segons Eusebi de Cesarea, aquest emperador fins i tot permeté que els béns sense reclamar dels màrtirs i confessors caiguts durant els anys de persecució així com els béns desterrats per causa de la fe cristiana també poguessin ser reclamats per l'Església de la ciutat a la qual els seus amos pertanyien. Més endavant, Zenó, legitimarà l'actuació del bisbe que demanés donacions pies per a màrtirs, profetes, apòstols o àngels. Això pel que fa a orient. Poc se sap del que passa a occident a nivell jurídic, però si podem saber que aquesta pràctica era habitual. Justinià I promulgà també dues lleis (530 i 545) en les quals deixava ben palès que es podia instituir Jesús de Natzaret com a hereu.

### Irregulars
- Enterrament al costat d'un sant: aquests emplaçaments varen començar a ser objecte d'autèntiques subhastes.
- Les translacions de màrtirs: es donava en el cas en què els cossos de certs màrtirs haguessin estat enterrats en llocs que no els corresponia, ja que no eren la seva seu. Eren sufragats per privats i, de vegades, pel mateix estat. La ciutat que posseïa la totalitat de les restes d'un sant considerava que aquest la protegia en exclusiva. Per aquest fet, la possessió d'una tomba venerada, es convertí en quelcom urgent i apreciat per a les ciutats. Al mateix temps, aquestes devocions contribuïren al desenvolupament d'un patriotisme local.
- La venda de relíquies: la seva venda va esdevenir un negoci tan lucratiu que va indignar a moralistes com sant Agustí, el qual no tan sols ho denuncià, sinó que també ho condemnà aïradament. Cal creure que en aquesta activitat hi contribuïren tan laics com clergues. Des de finals del segle iv la demanda de relíquies degué superar clarament l'oferta pel qual fet naixerien dos tipus més de relíquies: les reals no corporals (elements utilitzats o tocats pel sant) i les ex contactu (les pertinences dels fidels que es posaven en contacte físic amb la tomba o les restes d'un sant). Aquesta necessitat va animar a la invenció de relíquies (Gervasi i Potasi, Esteve, Just i Pastor, Ferreol, etc.). Tota comunitat desitjava tenir el seu màrtir i els beneficis que això comportava. Malgrat tot, aconseguir sants nous no era tan fàcil i, per tant, una altra opció, era reanimar cultes ja existents mitjançant algun prodigi.

Es feia necessària una certa autenticació de les relíquies a través del bisbe, cosa que comportà l'intent d'algunes esglésies de comprar el beneplàcit d'aquest. D'altres vegades no calia subornar el bisbe sinó que aquest era temptat pels interessants beneficis que aquesta autentificació podia aportar a la comunitat, com per exemple, la construcció d'una basílica martirial que els interessats en aquest reconeixement oficial proposessin construir.